# Diphasiastrum digitatum
Diphasiastrum digitatum är en lummerväxtart som först beskrevs av Addison Brown, och fick sitt nu gällande namn av Josef Holub. Diphasiastrum digitatum ingår i släktet Diphasiastrum och familjen lummerväxter. Inga underarter finns listade i Catalogue of Life.